# Championnat d'Afrique des nations jeunes féminin de handball 2022
Navigation
Niger 2019 à définir 2023
Le Championnat d'Afrique des nations jeunes féminin de handball (en) s'est tenu à Conakry, en république de Guinée, du 27 au 4 mars 2022,.
Il a également servi de tournoi de qualification pour le Championnat du monde jeunes 2022 (en) qui se tiendra en Géorgie.

## Classement final
|                             | Équipe        | Pts | J | G | N | P | Bp  | Bc  | Diff |
| --------------------------- | ------------- | --- | - | - | - | - | --- | --- | ---- |
| Médaille d'or, Afrique      | Égypte        | 10  | 5 | 5 | 0 | 0 | 293 | 81  | 212  |
| Médaille d'argent, Afrique  | Guinée PO     | 8   | 5 | 4 | 0 | 1 | 282 | 95  | 187  |
| Médaille de bronze, Afrique | Algérie       | 6   | 5 | 3 | 0 | 2 | 183 | 144 | 39   |
| 4                           | Gambie        | 4   | 5 | 2 | 0 | 3 | 103 | 218 | -115 |
| 5                           | Sierra Leone  | 2   | 5 | 1 | 0 | 4 | 116 | 237 | -121 |
| 6                           | Guinée-Bissau | 0   | 5 | 0 | 0 | 5 | 72  | 274 | -202 |

L'Égypte, la Guinée et l'Algérie sont qualifiés pour le Championnat du monde jeunes 2022 (en).

## Résultats
Toutes les heures sont locales ( UTC±0 ).
| 27 février 2022 14h00 | Algérie | 52 – 22 | Guinée-Bissau |  |
| 27 février 2022 14h00 | (24-6)  |         |               |  |

| 27 février 2022 16h00 | Égypte   | 70 – 12 | Sierra Leone | Stade du 28-Septembre, Conakry |
| 27 février 2022 16h00 | (40 – 5) |         |              | Stade du 28-Septembre, Conakry |

| 27 février 2022 18h00 | Guinée | 57 – 13 | Gambie |  |
| 27 février 2022 18h00 | (22-5) |         |        |  |

| 28 février 2022 14h00 | Égypte   | 78 – 7 | Guinée-Bissau | Stade du 28-Septembre, Conakry |
| 28 février 2022 14h00 | (35 – 6) |        |               | Stade du 28-Septembre, Conakry |

| 28 février 2022 16h00 | Gambie   | 10 – 49 | Algérie | Stade du 28-Septembre, Conakry |
| 28 février 2022 16h00 | (5 – 23) |         |         | Stade du 28-Septembre, Conakry |

| 28 février 2022 18h00 | Guinée    | 75 – 18 | Sierra Leone | Stade du 28-Septembre, Conakry |
| 28 février 2022 18h00 | (35 – 10) |         |              | Stade du 28-Septembre, Conakry |

| 1 mars 2022 14h00 | Égypte   | 57 – 11 | Gambie | Stade du 28-Septembre, Conakry |
| 1 mars 2022 14h00 | (24 – 7) |         |        | Stade du 28-Septembre, Conakry |

| 1 mars 2022 16h00 | Sierra Leone | 32 – 15 | Guinée-Bissau | Stade du 28-Septembre, Conakry |
| 1 mars 2022 16h00 | (17-6)       |         |               | Stade du 28-Septembre, Conakry |

| 1 mars 2022 18h00 | Guinée    | 39 – 22 | Algérie | Stade du 28-Septembre, Conakry |
| 1 mars 2022 18h00 | (22 – 14) |         |         | Stade du 28-Septembre, Conakry |

| 3 mars 2022 14h00 | Gambie    | 37 – 34 | Sierra Leone | Stade du 28-Septembre, Conakry |
| 3 mars 2022 14h00 | (14 – 16) |         |              | Stade du 28-Septembre, Conakry |

| 3 mars 2022 16h00 | Égypte | 53 – 20 | Algérie |  |
| 3 mars 2022 16h00 | (25-9) |         |         |  |

| 3 mars 2022 18h00 | Guinée   | 80 – 7 | Guinée-Bissau | Stade du 28-Septembre, Conakry |
| 3 mars 2022 18h00 | (37 – 2) |        |               | Stade du 28-Septembre, Conakry |

| 4 mars 2022 14h00 | Algérie  | 40 – 20 | Sierra Leone | Stade du 28-Septembre, Conakry |
| 4 mars 2022 14h00 | (20 – 6) |         |              | Stade du 28-Septembre, Conakry |

| 4 mars 2022 16h00 | Guinée-Bissau | 21 – 32 | Gambie | Stade du 28-Septembre, Conakry |
| 4 mars 2022 16h00 | (10 – 14)     |         |        | Stade du 28-Septembre, Conakry |

| 4 mars 2022 18h00 | Guinée    | 31 – 35 | Égypte | Stade du 28-Septembre, Conakry |
| 4 mars 2022 18h00 | (13 – 14) |         |        | Stade du 28-Septembre, Conakry |